# Serge Emig
Pour les articles homonymes, voir Emig.
Serge Emig est un joueur de Scrabble français connu notamment pour ses apparitions dans les émissions de télévisions Des chiffres et des lettres et Motus ainsi que pour ses titres obtenus au Scrabble dans plusieurs langues, mais surtout en Scrabble hispanophone.

## Biographie
Serge Emig se prend de passion dès sa petite enfance pour le jeu télévisé Des chiffres et des lettres, ce qui l'amène à apprendre par cœur le dictionnaire français à l'âge de quinze ans puis plus tard à participer à l'émission; il obtient le titre de champion de France. Il se consacre par la suite au Scrabble au sein du club de Fruges. Il excelle en particulier sur la version hispanophone du jeu, sur laquelle il décroche le titre de champion du monde en 2010. Il s'entraîne par la suite aussi à la version anglophone pour laquelle il est également compétiteur à haut niveau.

## Palmarès

### Des chiffres et des lettres
1989 : Finaliste de la Coupe des Champions contre Gisèle Éraud
1993 : Finaliste du Masters contre Étienne Chazal
1993 : Vainqueur de la coupe des clubs avec Bruay-la-Buissière
1994 : Vainqueur du Masters contre Olivier Suys
1994 : Finaliste de la coupe des clubs avec Bruay-la-Buissière

### Scrabble anglophone
Serge Emig a représenté la France au championnat du monde de Scrabble anglophone en 2019 où il termine 37e

### Scrabble francophone
1990 : 4e du championnat de France de scrabble duplicate
2007 : 4e du championnat de France de blitz
2007 : 4e du championnat de France de scrabble classique
2011 : 4e du championnat du monde de scrabble classique
2016 : 3e du championnat du monde en paire avec Benjamin Valour
2023: Vainqueur de la finale interclubs classique avec l'équipe de Fruges.

### Scrabble hispanophone
2009 : Champion d'Europe de scrabble classique et 2e en duplicate à Genève
2009 : 5e au championnat du monde de scrabble duplicate à Isla Margarita (Venezuela)
2010 : Vice-champion d'Espagne  de scrabble classique à Séville
2010 : Champion d'Europe  de scrabble classique et vice-champion en duplicate à Paris
2010 : Champion du monde  de scrabble duplicate au Costa Rica
2011 : Champion d'Espagne  de scrabble duplicate et vice-champion en classique à Las Palmas, Gran Canaria
2011 : Champion d'Europe de scrabble classique et vice-champion en duplicate à Lloret de Mar
2011 : 3e du championnat du monde de scrabble classique à Mexico
2012 : Champion d'Europe de scrabble duplicate à Fuengirola
2013 : vice-champion d'Espagne de scrabble  duplicate à Séville
2013 : champion d'Europe de scrabble classique et duplicate à Lesquin
2015 : Champion d'Europe  de scrabble  classique et vice-champion d'Europe de duplicate à Gujan-Mestras
2015 : Vice-champion du monde de scrabble duplicate à Cali
2016 : Champion d'Europe de scrabble duplicate à Grenade
2016 : Vice-champion du monde duplicate à Lille
2017 : Champion d'Espagne de scrabble duplicate à Fuengirola
2017 : Champion d'Europe de scrabble classique à Avignon
2018 : Champion d'Espagne de scrabble duplicate et vice-champion d'Espagne de scrabble classique à Castellón de la Plana
2019 : Champion d'Espagne de scrabble duplicate à Argamasilla de Alba
2019 : Champion d'Europe de scrabble classique et duplicate à Genève
2019 : Champion du monde de scrabble classique à Panama city
2019 : Vice-champion du monde de scrabble duplicate à Panama
2022 : Vice-champion d' Europe de scrabble classique à Athènes
2022 : Champion du monde de scrabble classique à Buenos Aires
2022 : Champion du monde de scrabble duplicate à Buenos Aires
2023 : Vice-champion d'Europe de scrabble duplicate à El Grao de Castellon
2023 : 3e du championnat du monde de scrabble classique à San José (Costa  Rica)
2023: Champion du monde de scrabble duplicate à San José
2024: Champion d' Espagne de scrabble duplicate à Séville.